# Contea di Zhenping (Shaanxi)
La contea di Zhenping (镇坪县S, Zhènpíng XiànP) è una contea della Cina, situata nella provincia dello Shaanxi e amministrata dalla prefettura di Ankang.